# Митропольский, Михаил Михайлович
Михаил Михайлович Митропольский (род. 6 января 1950 года, Москва, СССР) — советский и российский журналист, радио- и телеведущий, музыкальный продюсер и культуртрегер, специалист в области джазовой музыки, джазовый обозреватель. С 1989 года — автор и ведущий передач на радио «Маяк», радио «Юность», «Возрождение», «Радио 101», «Открытое радио», «Надежда», «Говорит Москва». В течение 17 лет вёл авторскую музыкальную радиопередачу «Бесконечное приближение» на Радио России. Член Союза журналистов России и Международной федерации журналистов. Продюсер и автор названия, созданного в 1998 году Андреем Разиным, российского новоджазового трио «Второе приближение». Член Московской и Международной Ассоциации джазовых журналистов (JJA). По образованию физик, бывший научный сотрудник Физического Института РАН.

## Ранние годы
Михаил Митропольский родился 6 января 1950 года в Москве. В 1967 году окончил Вторую математическую школу при МГУ и поступил в Московский инженерно-физический институт (МИФИ) на специальность «Квантовая радиофизика». В это же время начал посещать первую в Москве Школу джаза при МИФИ под руководством Юрия Козырева, что повлияло на его профессиональные интересы и привело к глубокому увлечению джазовой музыкой.
После окончания МИФИ работал научным сотрудником Физического института имени Лебедева (ФИАН), параллельно, в 1978 году, начал читать лекции по истории и стилистике джаза в Экспериментальной студии эстрадной и джазовой музыки. С 1979 года начал вести концерты джазовой студии, а также джазовые фестивали в различных городах России, Украины, Белоруссии, Литвы и других стран.

## Радио- и телепроекты
С 1989 года Михаил Митропольский активно занимается радиовещанием. Его первые программы «Золотые годы джаза» выходили на Первой программе Всесоюзного радио. Позже он вёл передачи на радиостанциях «Юность», «Возрождение», «Радио 101», «Открытое радио» и других. Наиболее известные проекты:
- «Джазовая панорама» — программа, выходившая на радио «Маяк» в течение 10 лет.
- «Соло для джаза» — еженедельная двухчасовая передача, шедшая на радиостанциях «Надежда» и «Говорит Москва».
- «Под знаком джаза» — передача на «Радио России», начавшаяся в 2000 году, позднее преобразованная в программу «Бесконечное приближение».

Кроме радио, Митропольский вёл телевизионные проекты. Его программа «Джаз и не только» выходила на телеканалах АСТ и «Рамблер-телесеть». Было выпущено более 120 выпусков, посвящённых московской джазовой сцене.

## Издательская и организаторская деятельность
В начале 1990-х годов Михаил Митропольский завершил научную карьеру, полностью сосредоточившись на джазовой журналистике и культурной деятельности. С 2000 по 2003 год был арт-директором издательской компании «Диалог-Мьюзик», выпустившей 45 релизов компакт-дисков в жанрах джаза, world music и new age.
Митропольский участвовал в создании музыкального проекта «Второе приближение». Название возникло, благодаря физическому прошлому Митропольского, что «означает, с одной стороны, необходимую и достаточную степень приближения к истине, с другой — приближение к слушателю». «Второе приближение», один из немногих российских коллективов, представляющих джазовую импровизационную музыку как в России, так и за рубежом. На основе деятельности этого проекта весной 2004 года был запущен цикл концертов «Европейский джаз — XXI век» в Московском международном доме музыки.
С 2007 по 2019 год вел концертный цикл «Импровизация нового века» в Еврейском культурном центре на Большой Никитской в Москве. В 2016 году организовал цикл лекций-концертов в Третьяковской галерее «Эволюция джаза», который был продолжен в Концертном комплексе «Зарядье». В 2017 году возглавил семейный образовательный проект «Музыкальная НеШкола» для детей и их родителей. В последние годы ведётабонементный цикл концертов «Под знаком джаза» в Камерном зале Московской филармонии, читал цикл лекций в Музыкальной гостиной в Царицынском дворце.

## Публикации
Митропольский публиковался в таких изданиях, как журналы «Джаз.Ру», «Джаз-квадрат», «Ять», «XXL», газеты «Независимая» и «Вечерний клуб». Он является обозревателем портала www.jazz.ru и журнала «Джаз. Ру». Также принимал участие в создании двухтомника «Российский джаз», который стал сборником очерков и интервью, охватывающих всю историю джаза в России.